# Amsterdam-Duivendrecht
Amsterdam-Duivendrecht is een "woonplaats" in Noord-Holland. Het is in 2014 afgesplitst van Duivendrecht en valt bestuurlijk onder de gemeente Ouder-Amstel.
Het betreft het gebied tussen de spoorlijn Amsterdam - Utrecht (de grens met het eigenlijke Duivendrecht), de gemeentegrens van Amsterdam (stadsdeel Oost, wijk Overamstel), de Rijksweg A2 en de grens met Amsterdam-Zuidoost. Dit gebied omvat het zuidelijk deel van het bedrijventerrein Amstel Business Park (vroeger Amstel II) (met een oppervlakte van 80 hectare), een drietal volkstuinparken (Dijkzicht, Ons Lustoord en Nieuw Vredelust), de golfbaan Amsterdam Old Course, Golfclub Amstelborgh/ Borchland, het Sportpark De Toekomst en Sportpark Strandvliet.
Bedrijven in het gebied zagen graag de naam "Amsterdam" in de woonplaats vermeld in verband met de grotere bekendheid, vooral in het buitenland, en dat is van belang bij de vestigingskeuze voor bedrijven. Daarom is door de gemeente Ouder-Amstel samen met PostNL in overleg met bedrijven besloten dat een deel van Duivendrecht per 1 januari 2014 als een afzonderlijke woonplaats wordt beschouwd, met de naam "Amsterdam-Duivendrecht" en het postcodenummer 1114.  
Een enigszins vergelijkbare situatie is Rotterdam Albrandswaard.  
In het zuidelijk deel van dit gebied wil de gemeente Ouder-Amstel een nieuwbouwwijk maken. Volgens de in 2014 vastgestelde plannen heet dit project De Nieuwe Kern en zullen er 4500 nieuwe woningen gebouwd worden. Daarvoor is grondige herinrichting nodig van de bestaande functies in het gebied.    
Woonplaats en dorp: Duivendrecht · Ouderkerk aan de Amstel (deels) · Woonplaats: Amsterdam-Duivendrecht      
Buurtschap: Waver

Noord-Holland: Steden en dorpen in Noord-Holland      Nederland: Provincies · Gemeenten